# قهرمانی (نام خانوادگی)
قهرِمانی یک نام خانوادگی است. می‌تواند اشاره داشته باشد به:
- اصغر قهرمانی (متولد ۱۳۵۰)، بازیکن فوتسال ایرانی
- صفر قهرمانیان (صفر قهرمانی)، از زندانیان سرشناس سیاسی در ایران پیش از انقلاب
- ویدا قهرمانی (۱۳۱۶–۱۳۹۷)، بازیگر زن ایرانی
- ارسلان قهرمانی، مهندس عمران ایرانی و چهره ماندگار
- محسن قهرمانی، داور ایرانی بازنشسته فوتبال
- رامین قهرمانی، از جانباختگان اعتراضات به نتایج انتخابات ریاست جمهوری ایران (۱۳۸۸)
- علی‌اصغر قهرمانی مقبل، پژوهشگر زبان و ادبیات عربی
- روح‌الله قهرمانی چابک، سیاستمدار، دیپلمات و مهندس ایرانی
- آریا قهرمانی، نوازنده گیتار در سبک راک